# Del Mar Financial Partners Inc. Open 2011
Il Del Mar Financial Partners Inc. Open 2011 è stato un torneo di tennis facente parte della categoria ITF Women's Circuit nell'ambito dell'ITF Women's Circuit 2011. Il torneo si è giocato a Rancho Santa Fe negli Stati Uniti dal 31 gennaio al 6 febbraio 2011 e aveva un montepremi di $25,000.

## Vincitori

### Singolare
Michelle Larcher de Brito ha battuto in finale  Madison Brengle con il punteggio di 3–6, 6–4, 6–1

### Doppio
Julie Ditty /  Mervana Jugić-Salkić hanno battuto in finale  Shūko Aoyama /  Remi Tezuka con il punteggio di 6–0, 6–2